# Silverton, Oregon
Silverton är en ort i Marion County i Oregon. Enligt 2020 års folkräkning hade Silverton 10 484 invånare. Orten hette ursprungligen Milford och sedan Silver Creek. Namnbytet till Silverton skedde den 16 juli 1855. Silverton fick status som city den 16 februari 1885.